# 稲垣重房
稲垣 重房（いながき しげふさ、寛文10年（1670年） - 享保5年3月4日（1720年4月11日））は、近江山上藩の第2代藩主。
初代藩主・稲垣重定の長男。正室は大久保忠高の娘。子は稲垣定享（長男）。官位は従五位下・長門守。通称は主水。
寛文7年（1667年）生まれとも言われている。天和元年（1681年）3月1日、将軍徳川綱吉に御目見する。貞享3年12月26日（1687年）、従五位下・長門守に叙任する。宝永4年（1707年）に父が死去したため、翌年閏正月5日に跡を継いだ。正徳元年（1711年）5月1日、大番頭となる。享保5年（1720年）3月4日に死去し、跡を長男の定享が継いだ。法号は芳厳院歓宗良喜大居士。墓所は群馬県伊勢崎市の天増寺。

## 系譜
父母
- 稲垣重定（父）

正室
- 大久保忠高の娘

子女
- 稲垣定享（長男）